# Fabian Kuratli
Fabian „Fab“ Kuratli (* 1970 in Bern; † 6. August 2008 ebenda) war ein Schweizer Jazzmusiker (Schlagzeug, Komposition).

## Leben
Kuratli wuchs mit Techno auf und experimentierte schon früh mit pumpendem House, elastischem Dub und fragmentierten Breakbeats. Zwischen 1986 und 1992 spielte er bei Talk About. Mitte der 1990er Jahre leitete er das Quartett Fab Four, das mit seiner Mischung aus Jazz, World Music und Dancefloor mehrfach auf Tournee war und 1997 das Album Most vorlegte. Tourneen führten Kuratli durch Europa, USA, Kanada, Asien, Afrika.
Aus Fab Four entwickelte sich 1998 Christy Dorans New Bag. Auch in weiteren Bands bildete Kuratli mit dem Bassist Wolfgang Zwiauer die Rhythmusgruppe, etwa bei Don Li („Out of Body Experience“) und bei Giancarlo Nicolai (La sorvegliante del tempo). Zudem spielte er in Heiri Känzig Acoustic Strings (mit Dominique Pifarély), im Trio Mir (mit Hans Koch und Michael Stauffer), Kaspar Ewalds Exorbitantes Kabinett, Pierre Favres Drummers, dem Antonello Messina Trio, George Gruntz (Expo Triangle) und dem Swiss Jazz Orchestra. Auch trat er im weltmusikalischen Kontext mit Bands wie Kol Simcha, der Harfenistin Asita Hamidi oder der Sängerin Shirley Grimes auf. 
An der Musikhochschule Luzern lehrte er Schlagzeug. Kuratli starb 38-jährig an Krebs.